# Haruna Babangida
Haruna Babangida (Kaduna, 1º ottobre 1982) è un ex calciatore nigeriano, di ruolo attaccante.

## Biografia
Anche i suoi fratelli Tijjani ed Ibrahim sono stati calciatori professionisti.

## Caratteristiche tecniche
È in possesso di considerevole velocità e gioca sulla fascia destra.

## Carriera

### Club
Ha iniziato la sua carriera giovanile nello Shooting Stars FC, dopo essere stato ingaggiato dall'AFC Ajax all'età di 13 anni. Nel 1998, a 15 anni, Babangida ha fatto il suo debutto in prima squadra nel Barcellona in un'amichevole precampionato contro l'AGOVV Apeldoorn, diventando il più giovane calciatore a militare nel Barcellona. Tuttavia, non ha lasciato il segno e l'anno successivo è stato ceduto in prestito al Terrassa CF, per poi concludere la stagione giocando nelle squadre di Barcellona B e Cadice. Successivamente, l'FC Metalurh Donetsk lo portò a giocare in Ucraina su base permanente.
Nel 2005, Babangida ha firmato un contratto triennale con l'Olimpiakos. Durante la sua prima stagione ha giocato 25 partite, di cui 11 come titolare e ha vinto con la sua squadra il Campionato e la Coppa Nazionale.
Ha segnato raramente, ma ha fatto gol nella sua prima UEFA Champions League, al terzo minuto di una partita in casa contro il Lione, poi persa 1-4. Il 25 maggio 2007 è stato svincolato dalla sua squadra, per poi approdare dal 1º settembre dello stesso anno all'Apollōn Limassol, debuttando in un derby contro l'AEL Limassol in cui ha segnato due gol.
Il 15 giugno 2010 viene ufficializzato il suo passaggio alla squadra tedesca del Magonza.
Il 23 gennaio 2011 passa nei Paesi Bassi al Vitesse., con cui firma un contratto annuale. Resta svincolato alla scadenza dell'accordo.
Il 23 gennaio 2012 passa a titolo definitivo al Kapfenberger, in Austria.

### Nazionale
Ha partecipato ai Mondiali Under-20 del 1999.
Babangida ha debuttato con la nazionale nigeriana il 20 settembre 2003 in una partita amichevole a Tokyo contro il Giappone, persa 0-3.

## Palmarès

### Club

#### Competizioni nazionali
- Campionato greco: 2

Olympiakos: 2005-2006, 2006-2007
- Coppa di Grecia: 1

Olympiakos: 2005-2006